# 孛鲁欢
孛鲁欢（？—1264年8月21日），蒙古帝国大臣，丞相，蒙古怯烈氏，又作孛鲁海、不鲁欢、孛鲁合、不鲁花。蒙古第67位开国功臣（千户）昔剌斡忽勒之子，也先不花之父。
孛鲁欢自幼侍从拖雷为宿卫，任必阇赤。1236年，窝阔台以河北束鹿为食邑。后来，侍唆鲁禾帖尼为千户长。1251年，他拥立拖雷的儿子蒙哥为大汗，担任大（也可）必阇赤，掌管发号施令、朝觐纳贡、内外奏闻，主管色目人官制。和大断事官忙哥撒儿同掌国政。1253年，忙哥撒儿死后，孛鲁欢独掌国政，汉人称之为中书右丞相，1258年，蒙哥攻打南宋，他留守和林。次年，蒙哥去世，他拥立阿里不哥为大汗。中統五年七月二十八日（1264年8月21日），和阿里不哥归降，被忽必烈处死。元武宗至大年间，追封孛鲁欢为云王，谥号庄愍。

## 延伸阅读
[在维基数据编辑]
 《新元史/卷133》，出自柯劭忞《新元史》